# Јабука (Триљ)
Јабука је насељено место у саставу града Триља, Сплитско-далматинска жупанија, Хрватска.

## Историја
Пре територијалне реорганизације у Хрватској налазила се у саставу општине Сињ.

## Становништво
Према попису становништва 2011. Јабука је имала 306 становника.
| Број становника по пописима | Број становника по пописима | Број становника по пописима | Број становника по пописима | Број становника по пописима | Број становника по пописима | Број становника по пописима | Број становника по пописима | Број становника по пописима | Број становника по пописима | Број становника по пописима | Број становника по пописима | Број становника по пописима | Број становника по пописима | Број становника по пописима | Број становника по пописима |
| --------------------------- | --------------------------- | --------------------------- | --------------------------- | --------------------------- | --------------------------- | --------------------------- | --------------------------- | --------------------------- | --------------------------- | --------------------------- | --------------------------- | --------------------------- | --------------------------- | --------------------------- | --------------------------- |
| 1857                        | 1869                        | 1880                        | 1890                        | 1900                        | 1910                        | 1921                        | 1931                        | 1948                        | 1953                        | 1961                        | 1971                        | 1981                        | 1991                        | 2001                        | 2011                        |
| 187                         | 0                           | 154                         | 247                         | 295                         | 330                         | 320                         | 362                         | 341                         | 369                         | 381                         | 371                         | 404                         | 355                         | 341                         | 306                         |

Напомена: У 1869. подаци су садржани у насељу Ведрине. До 1931. исказивано као део насеља.

### Попис1991.
На попису становништва 1991. године, насељено место Јабука је имало 355 становника, следећег националног састава:
| Попис 1991.‍  | Попис 1991.‍  | Попис 1991.‍ | Попис 1991.‍ | Попис 1991.‍ |
| ------------ | ------------ | ----------- | ----------- | ----------- |
|              |              |             |             |             |
| Хрвати       | Хрвати       |             | 343         | 96,61%      |
| Југословени  | Југословени  |             | 5           | 1,40%       |
| Срби         | Срби         |             | 1           | 0,28%       |
| регион. опр. | регион. опр. |             | 1           | 0,28%       |
| непознато    | непознато    |             | 5           | 1,40%       |
| укупно: 355  |              |             |             |             |